# 靈異鬼現
《靈異鬼現》（英語：The Amityville Horror）是一部1979年的美国超自然恐怖电影，由斯圖爾特·羅森博格执导，詹姆斯·布洛林、马戈迪·基德尔和洛·史泰格主演。影片讲述了一对年轻夫妇购买了一座被超自然力量困扰的房子。该电影改编自傑·安森1977年的同名书籍，该书记录了卢茨一家在纽约州阿米蒂维尔的房子里居住时的所谓超自然经历，在那里，小罗纳德·迪费奥于1974年濫殺了他的家人。这是《靈異鬼現》系列电影的首部作品，在2005年重拍。
执行制片人山繆·Z·阿克夫在购买了安森书籍的版权后发起了这个项目，最初设想为電視影片，由安森亲自改编。当阿克夫拒绝了这部剧本后，编剧山多·史登将其改编为一部劇情長片。制作人计划在实际的迪费奥住所拍摄电影，但其主人拒绝了他们的许可。拍摄于1978年10月在新泽西州湯姆斯河的外景地开始，随后在洛杉矶的米高梅摄影棚进行室内拍摄，并在圣诞节前夕完成。
《靈異鬼現》1979年7月24日在現代藝術博物館举行了全球首映，三天后全國院线上映。该片商业上取得了巨大成功，成为其发行公司美国国际影业最赚钱的影片之一。它在北美的票房超过了8000万美元，成为历史上票房最高的獨立電影之一，以及电影史上票房最高的恐怖片之一。尽管上映时遭到了大多数影评人的不利评价，作曲家拉羅·西夫林的配乐却为影片赢得了金球奖和奥斯卡提名，而基德尔也获得了土星獎最佳電影女主角提名。
一些当代电影学者认为这部电影是恐怖片的经典之作，并被广泛认为是当代鬼屋电影的开创性作品。恐怖小说家斯蒂芬·金在1981年的非小说书籍《骷髏之舞》中将这部电影解读为对房屋所有权和财务破产焦虑的寓言，引用了1970年代的经济危机和影片中频繁提到的财务问题，这一解读也得到了其他电影学者的类似评估。

## 剧情
1974年11月13日凌晨，小罗纳德·迪费奥在纽约州阿米蒂维尔海洋大道112号的家中用步枪杀害了他的全家。
一年后，中產階級新婚夫妇乔治·卢茨和凯茜·卢茨搬进了这所房子，带着凯茜前次婚姻的三个孩子：格雷格、马特和埃米。尽管乔治没有宗教信仰，名义上是天主教徒的凯茜还是请求耶稣会牧师德莱尼神父来祝福这所房子。当卢茨一家人在長島灣上划船时，德莱尼进入了房子。进入房子后，德莱尼在楼上被苍蝇围攻，并听到一个敌对的声音命令他离开，吓得他逃跑了。第二天，凯茜的修女姨妈海伦娜来访，但她突然感到恶心并匆匆离开，使凯茜感到困惑。
在接下来的几周里，卢茨一家的家庭生活急剧恶化：乔治变得异常暴躁和虐待，痴迷于用木柴保持家中的温暖，尽管凯西坚持认为并不冷。乔治经常在凌晨3:15醒来——这是迪费奥一家人被谋杀的时间——而凯西则遭受了令人不安的噩梦。某晚，在凯西哥哥的订婚宴前夜，准备支付给餐饮服务商的1500美元现金在家中莫名失踪。同时，当晚照看埃米的保姆被看不见的力量锁在卧室的壁橱里。接着发生了更多无法解释的事件，例如一个男孩的手被窗户砸伤，埃米有一个看似恶意的假想朋友乔迪。某晚，凯西在埃米二楼的卧室窗外看到了两只红色的猪眼。
德莱尼几次试图干预，但似乎都被不寻常的事故和事件阻挠：他的电话常常在凯西听来是静电噪音，有一次他的车在去房子的路上故障，差点导致致命事故。德莱尼确信有邪靈力量在作祟，对教區上级的不支持感到沮丧。同时，乔治的土地测量业务因他缺席而开始受到影响，这让他的商业伙伴杰夫担忧。杰夫的妻子卡罗琳有着靈能力预感，既对她在房子里感受到的东西感到厌恶，又感到好奇。
在地下室，卡罗琳被家里的狗哈里反复抓挠的砖墙吸引，她用锤子开始拆除。发现损坏后，乔治拆掉了其余的墙，发现了一个红墙的小房间。卡罗琳惊恐地尖叫，他们找到了“通向地狱的通道”，她的声音与德莱尼神父的声音相似。那晚晚些时候，德莱尼在他的讲台上热切祈祷，求神拯救这个家庭，然后他莫名其妙地失去了视力并变得紧张。
凯西到图书馆查阅房产历史，她发现县记录显示这所房子建在欣纳科克墓地之上，而一个名叫约翰·凯彻姆的撒旦崇拜者曾住在这片土地上。她还发现了有关迪费奥谋杀案的新闻剪报，并注意到罗纳德·迪费奥与乔治的惊人相似。
超自然事件在当晚的暴风雨中达到高潮：血液从墙壁和楼梯上流出；乔迪以一只红眼大猪的形象出现在窗前；乔治似乎被附身，试图用斧头杀死孩子们，但在凯西干预后恢复了理智。在从地下室楼梯掉进一坑黑泥后，乔治救出了哈利，全家驱车逃离，放弃了他们的家和财物。最后的字幕写道：“乔治和凯瑟琳·卢茨及其家人从未取回他们的房子或个人财物。今天他们住在另一个州。”